# Josh Reynolds

a Compétitions nationales et continentales officielles uniquement.

b Matchs officiels uniquement.
Josh Reynolds, né le 13 avril 1989 à Sydney (Nouvelle-Galles du Sud), est un joueur de rugby à XIII australien évoluant au poste de demi de mêlée, de demi d'ouverture ou de talonneur. Il fait ses débuts en National Rugby League avec les Bulldogs de Canterbury-Bankstown lors de la saison 2011. Il devient titulaire au sein des Bulldogs en 2012, année où la franchise atteint la finale de la NRL. Il prend part également aux State of Origin avec la Nouvelle-Galles du Sud depuis 2013 ainsi qu'au City vs Country Origin.

## Palmarès

### En club
- Finaliste de la National Rugby League : 2012 (Canterbury-Bankstown Bulldogs).

## Statistiques
| Saison | Club                          | Compétition           | Matchs | Points | Essais | Goals | Drops |
| ------ | ----------------------------- | --------------------- | ------ | ------ | ------ | ----- | ----- |
| 2011   | Canterbury-Bankstown Bulldogs | National Rugby League | 10     | 16     | 4      | -     | -     |
| 2012   | Canterbury-Bankstown Bulldogs | National Rugby League | 27     | 40     | 10     | -     | -     |
| 2013   | Canterbury-Bankstown Bulldogs | National Rugby League | 23     | 36     | 9      | -     | -     |
| 2014   | Canterbury-Bankstown Bulldogs | National Rugby League | 10     | 5      | 1      | -     | -     |
| 2015   | Canterbury-Bankstown Bulldogs | National Rugby League | 17     | 14     | 3      | -     | 2     |
| 2016   | Canterbury-Bankstown Bulldogs | National Rugby League | 25     | 34     | 8      | -     | 2     |
| 2017   | Canterbury-Bankstown Bulldogs | National Rugby League | 17     | 20     | 5      | -     | -     |
| 2018   | Wests Tigers                  | National Rugby League | 5      | 8      | 2      | -     | -     |
| 2019   | Wests Tigers                  | National Rugby League | 7      | -      | -      | -     | -     |
| 2020   | Wests Tigers                  | National Rugby League | 10     | 4      | 1      | -     | -     |
| 2021   | Hull FC                       | Super League          | 12     | 16     | 4      | -     | -     |
| 2022   | Hull FC                       | Super League          | 10     | 12     | 3      | -     | -     |
| 2023   | Canterbury-Bankstown Bulldogs | National Rugby League | 7      | -      | -      | -     | -     |